# Matt Schulze
Matthew Steven Schulze, detto Matt (St. Louis, 3 luglio 1972), è un attore e modello statunitense.

## Biografia
Sin dall'adolescenza la vera passione di Schulze è la chitarra. L'occasione per approdare nel mondo del cinema la ebbe quando si trasferì a Los Angeles dalla natia St. Louis quando iniziò come modello per il noto marchio di jeans Levi's nel 1992. Cinque anni dopo, nel 1998, esordì nel film Blade (1998), venne chiamato anche per il primo sequel, Blade II (2002), anche se curiosamente in ruolo diverso. Mentre nella serie Fast and Furious, dopo 10 anni dal primo film, nel 2011 in Fast & Furious 5, riprende il ruolo di Vince.

## Filmografia

### Cinema
- Blade, regia di Stephen Norrington (1998)
- Dementia, regia di Woody Keith (1999)
- Boys and Girls - Attenzione: il sesso cambia tutto (Boys and Girls), regia di Robert Iscove (2000)
- Downward Angel, regia di Kevin Lewis (2001)
- Fast and Furious (The Fast and the Furious), regia di Rob Cohen (2001)
- The Transporter, regia di Louis Leterrier e Corey Yuen (2002)
- Blade II, regia di Guillermo del Toro (2002)
- Ingannevole è il cuore più di ogni cosa, regia di Asia Argento (2002)
- Torque - Circuiti di fuoco (Torque), regia di Joseph Kahn (2004)
- Out of reach, regia di Po-Chih Leong (2004)
- Seven Mummies, regia di Nick Quested (2006)
- Mr. Brooks, regia di Bruce A. Evans (2007)
- Identikit di un delitto (The Flock), regia di Wai-keung Lau e Niels Mueller (2007)
- Extract, regia di Mike Judge (2009)
- Fast & Furious 5 (Fast Five), regia di Justin Lin (2011)
- Action Point, regia di Tim Kirkby (2018)

### Televisione
- Pacific Blue – serie TV, episodio 4x07 (1998)
- Streghe (Charmed) – serie TV, episodio 1x05 (1998)
- Settimo cielo (Seventh Heaven) – serie TV, episodio 3x09 (1998)
- CSI: Miami – serie TV, episodio 3x12 (2005)
- Law & Order - Unità vittime speciali (Law & Order: Special Victims Unit) – serie TV, episodio 6x21 (2005)
- Weeds – serie TV, episodio 3x09 (2007)

## Doppiatori italiani
Nelle versioni in italiano delle opere in cui ha recitato, Matt Schulze è stato doppiato da:
- Pasquale Anselmo in The Transporter, Ingannevole è il cuore più di ogni cosa, Torque - Circuiti di fuoco
- Francesco Pannofino in Fast and Furious, Fast & Furious 5
- Alberto Caneva in Streghe
- Massimo De Ambrosis in Blade II
- Mario Bombardieri in CSI: Miami
- Maurizio Reti in Seven Mummies
- Alessandro Ballico in Mr. Brooks
- Roberto Stocchi in Identikit di un delitto